# Wainachen

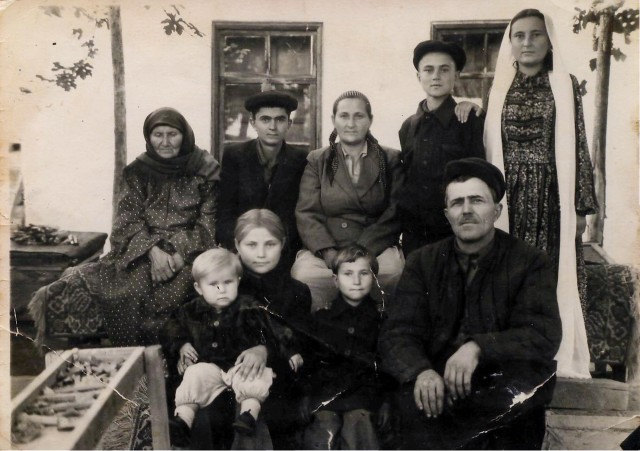
Wainachenfamilie um 1920

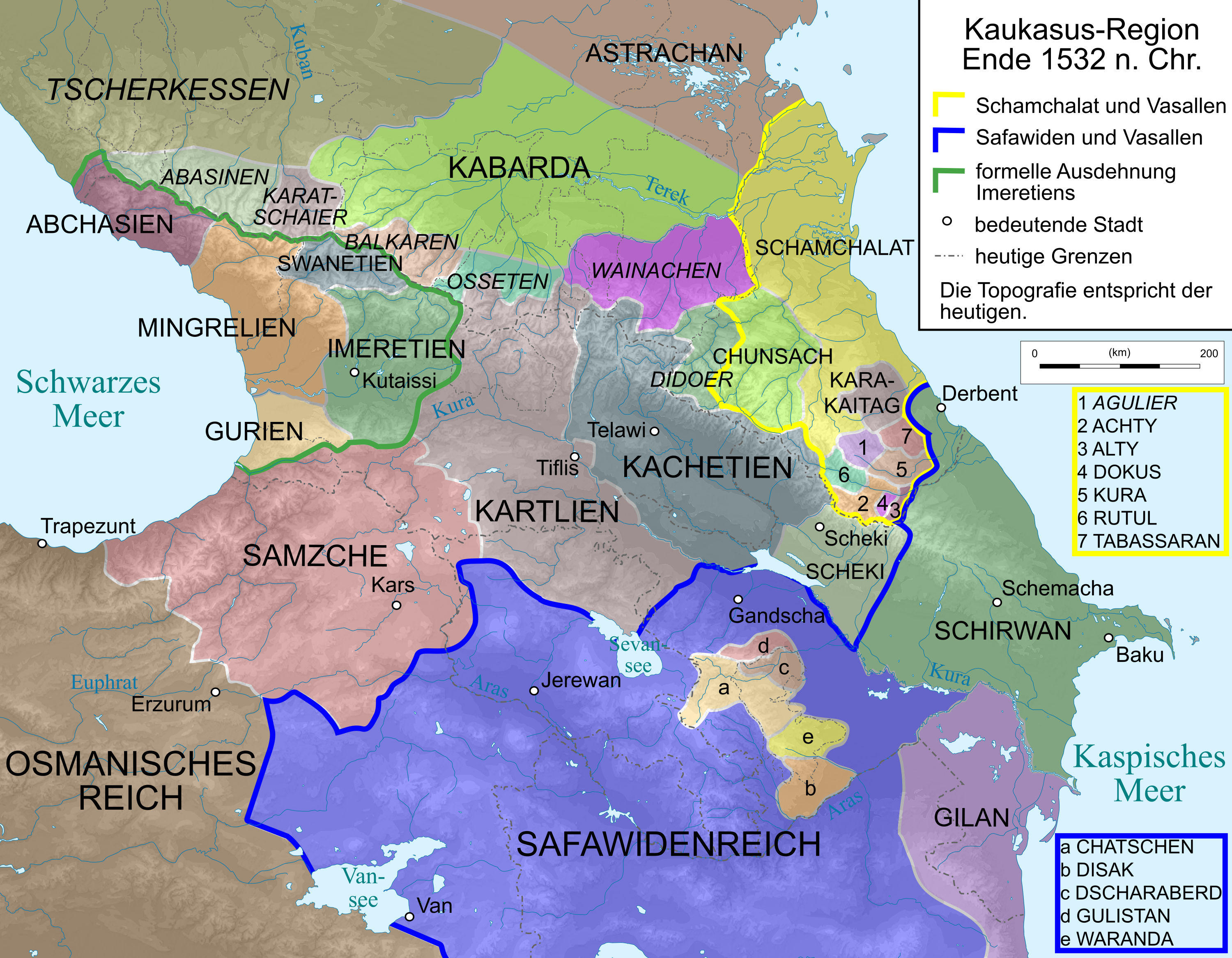
Siedlungsgebiet der Wainachen (violett) um 1530 in Kaukasien

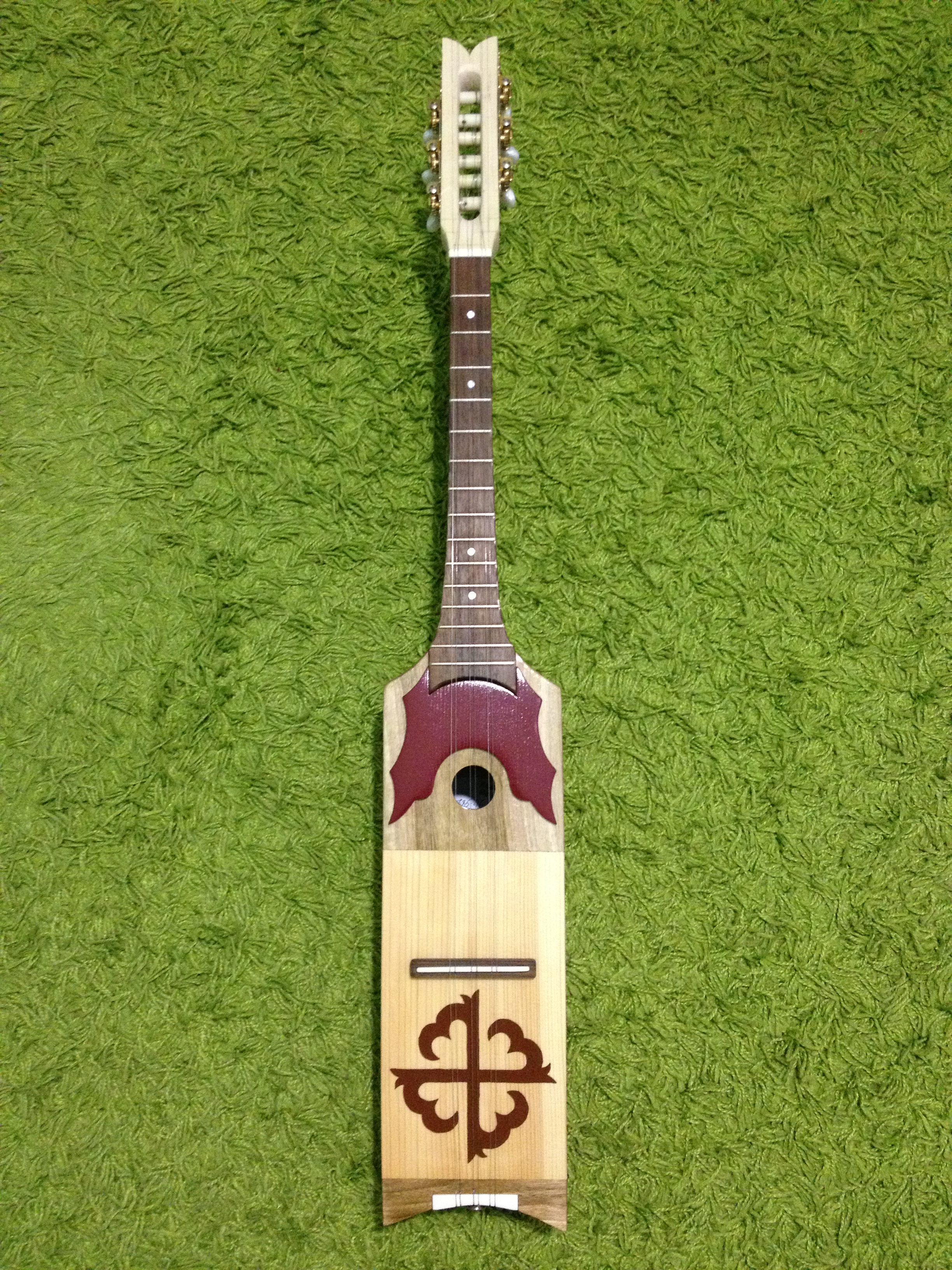
Wainachische Pondur

Wainachen (russisch вайна́хи, вейна́хи, tschetschenisch вайнах, inguschisch вейнах – „unsere Leute“; Transliteration nach ISO 9: Vajnah, Vajnahen) ist ein Endonym von Tschetschenen und Inguschen, das im 20. Jahrhundert entstand. In der modernen Kaukasuswissenschaft werden darunter die meisten Träger der nachischen Sprachen verstanden: die Wainachen von Tschetschenien und Inguschetien. Ferner bezeichnen die Forscher mit „Wainachen“ auch die historischen (mittelalterlichen) Vorfahren der Tschetschenen und Inguschen, d. h. alle lokalen ethnisch-territorialen Vereinigungen-„Gesellschaften“, die diese beiden Völker bildeten, und zwei Stammesgemeinschaften – die Akkinen (Selbstbezeichnung „akkij“, russ. аккий) und Karabulaken/Orstchojen (Selbstbezeichnung „orstchoj“, рус. орстхой), die in der Ethnogenese der modernen Tschetschenen und Inguschen ebenfalls eine Rolle spielten.
Manchmal verwenden Ethnologen die Bezeichnung „Wainachen“/„Wejnachen“ als Synonym für den künstlich erschaffenen Begriff „Nakh-Völker“. Seit den 1970er Jahren gilt es jedoch, zumindest im linguistischen Sinne unter dem Begriff „Wainach-Völker“ nur Tschetschenen und Inguschen zu meinen und die Batsen/Batsbien/Tsova-Tushen, die Sprecher der batsischen Sprache im nordöstlichen Georgien, (Selbstbezeichnung Batsbi, rus. бацби) auszuschließen.
Das ethnische Endonym Wainachen/Wejnachen wurde von Sprachwissenschaftlern in den wissenschaftlichen Umlauf gebracht. Heutzutage ist die Bezeichnung Wainachen/Wejnachen unter Vertretern dieser Völker weit verbreitet, insbesondere in der Kommunikation unter Tschetschenen und Inguschen. Es kommt auch vor, dass sich Vertreter einiger anderen ethnischen Gruppen (z. B. Akkinen, Orstchojen, Melchistinen usw.) nicht nur durch die Bezeichnung ihrer eigenen ethnischen Gruppe, sondern auch durch das gemeinsame Ethnonym Wainachen identifizieren.
Die Lebenswelt der Wainachen, ihre traditionelle Gesellschaft und ihre Religion auf der Ebene von Inguschen und Tschetschenen stellt ein gesondertes Forschungsthema dar. An allgemeinbildenden Schulen in Tschetschenien wird „Ethik der Wainachen“ als Schulfach unterrichtet.
Als Entsprechung zu Wainachen als Bezeichnung der Gemeinsamkeit der Ethnien wird der Begriff Wainachija (russisch Вайнахия, tschetschenisch Вайнехачоь) als Bezeichnung der Gemeinsamkeit der historischen Regionen Tschetschenien und Inguschetien gebraucht. Dieser erstmals 1928 verwendete Begriff wurde vom russischen Linguisten Nikolai Jakowlew und dem Inguschen-Ethnographen Saurbek Malsagow geprägt, um die eng verwandten Nationen in einem Begriff zu vereinen.  